# Couesnon
Couesnon (bretonsky Kouenon) je malá pobřežní říčka pramenící poblíž vodní nádrže Vézins, u obce Saint-Pierre-des-Landes v departmentu Mayenne, která se vlévá do moře v zátoce Mont-Saint-Michel.

## Tok
Délka jejího toku je 97,8 km. Přestože se z velké části nachází na severovýchodě Bretaně (Ille-et-Vilaine), její poslední kilometry vytváří hranici mezi Védovstvím Bretaňským a Vévodství Normandským.
Její koryto kdysi velmi nepravidelně měnilo svůj směr a inspirovalo úsloví: Couesnon ve svém bláznovství přesunulo Mont do Normandie.(Le Couesnon en sa folie a mis le Mont en Normandie ), neboť Mont-Saint-Michel se dnes nachází na normandské části jejího dnešního ústí do moře. Hranice mezi l'Ille-et-Vilaine a departmentem Manche se nachází dnes 4 kilometry od ústí řeky, jejíž velmi rozsáhlé bahniště se zaneslo pískem nebo bylo ucpáno a upraveno lidmi, aby mohl být průtok regulován.

## Hydrologie
Couesnon, Sée a Sélune se podílí na utváření zátoky Mont-Saint-Michel. U břehů se usazuje obrovské množství sedimentů, které vytváří rozsáhlé poldery.
Couesnon, i Sée a Sélune původně zajišťovaly odnášení písku a bahna na širé moře, avšak v 19. století byla říčka Couesnon zregulována, aby byl učiněn konec jejím častým změnám toku, které erodovaly pobřeží. V roce 1969 byla postavena hráz. Tyto různé úpravy, jakož i přístupová hráz k Mont-Saint-Michel jen zrychlily zanesení oblasti bahnem. Aby se zamezilo tomu, že Mont Saint Michel zcela přestane být považován za ostrov, předpokládá se, že bude hráz nahrazena přístupovým viaduktem a přehrazení Couesnonu se bude upraveno tak, aby mohla znovu plnit úlohu odnášení sedimentů do moře.

## Historie
Tato řeka se stala hranicí mezi Bretaní a Normandií v roce 1009. Předtím to byla Sélune (mezi lety 933 a 1009). O několika desetiletí později došlo k tomu, že změnila směr svého toku, a tak se Mont Saint Michel ocitl v Normandii. Ten však byl určitě normandský také 29. 4. 1204, kdy byl dobyt Filipem II. Augustem a Guyem z Thouars, pokud ovšem změna toku Couesnonu není jen mýtem a Mont Saint Michel nebyl normandský už od roku 1009.
Couesnon byla dlouho psána Coesnon, jak uvádí například Grand vocabulaire françois z roku 1768.
Tapisérie z Bayeux zmiňuje latinský středověký název řeky: Cosnonis.